# Scleroseforeningen
Scleroseforeningen er en privat sygdomsbekæmpende organisation, der arbejder for indsamlede midler. Foreningen har ca. 55.000 medlemmer og bidragydere og omkring 1.000 frivillige. Foreningens fokus ligger på personer ramt af multipel sklerose (MS), der er en kronisk, uhelbredelig neurologisk sygdom, som rammer centralnervesystemet. 1. oktober 1959 blev den unge tronfølger Margrethe – fra 1972 dronning – Scleroseforeningens protektor.

## Historie
Scleroseforeningen blev stiftet 29. oktober 1957 under navnet Landsforeningen til Bekæmpelse af Dissemineret Sclerose, som multipel sclerose, MS, dengang kaldtes.
Den danske forening var en af verdens første, kun i England, Tyskland og Amerika var der stiftet foreninger få år før.
Foreningens formål var præcis de samme som nu: at støtte forskning, også i behandling. At støtte og rådgive mennesker med sclerose og deres familier. Og at udbrede kendskabet til sygdommen – i 1957 stod der ”og derved skabe forståelse for de scleroseramtes kår”.
På få måneder fik foreningen flere tusind medlemmer og et utal af bidragydere, og fonde gav millioner til forskning. Knap 3.000 mennesker var dengang diagnosticerede med MS, så tusinder uden direkte berøring med sygdommen støttede sagen.
I starten var foreningens formål først og fremmest forskning, men da 60´ernes samfundsoprør mod autoriteterne oversvømmede Danmark, gjorde Scleroseforeningens medlemmer oprør mod ”professorvældet” i foreningen. De forlangte i 1968 øget indflydelse. Foreningen ændrede sig, og kravet fra medlemmerne om demokratisering af foreningen blev imødekommet.
Ved en omstrukturering af foreningen i 1968 bruges navnet Scleroseforeningen for første gang, sideordnet med Landsforeningen til bekæmpelse af Dissemineret Sclerose. Moderniseringen skete efter gentagne ønsker fra medlemmer.
Som årene gik og sclerosens gåde ikke sådan lige lod sig løse, erkendte foreningen altså, at for et menneske med sclerose, er et liv i trivsel på trods af sygdommen nok så vigtigt. At kunne få hjælp til alle de problemer, der er forbundet med at have sclerose, at kunne leve så tæt på et normalt liv som muligt og at kunne få relevant og gavnlig behandling er væsentligt for mennesker med sclerose.

### Fra amatør- til professionel forening
Foreningens første kontor var et par ydmyge lokaler på tredje sal i Ny Kongensgade. Men hverken denne eller den næste adresse i Rosenborggade gav mulighed for andre aktiviteter end kontorarbejde og de var ikke særligt handicapegnede. Det var derfor en stor dag da foreningen i 1978 flyttede til lokaler i Valby, der kan huse et væld af aktiviteter. I dag bor foreningen i lejet lokaler, der er indrettet med stort fokus på ligestillet tilgængelighed .
I takt med medlemsstigningen slog behovet for forandring i foreningens organisation og daglige arbejde igennem.
Foreningen havde hidtil i meget høj grad fungeret på frivillig basis. Det gav en forening med et godt sammenhold, men havde også sine begrænsninger, især hvad angik muligheden for at indsamle de midler, der behøvedes for at yde den nødvendige patientstøtte. Det blev nødvendigt at professionalisere foreningen. Der var simpelthen behov for ansatte, der udover at brænde for sagen, via deres profession sad inde med viden og kunnen indenfor foreningens arbejdsområde.
Foreningen har i dag medarbejdere indenfor marketing, information, rådgivning, organisation og økonomi.
Foreningens frivillige er ikke desto mindre grundlaget for det arbejde Scleroseforeningen laver. Der er omkring 1000 frivillige i foreningen, der yder et stort arbejde rundt omkring i landet.

## Formål
Foreningen har tre formål:
- Forskning ved blandt andet at drive det danske scleroseregister
- Patientstøtte
- Information